# ابوالعباس شمنی
ابوالعبّاس، احمد بن محمد شُمَنّی (۱۳۹۹ - ۱۴۶۸م) مفسر، محدث، فقیه، زبان‌شناس و ادیب مصری در سدهٔ نهم هجری بود. جلال‌الدین سیوطی او را در مرتبهٔ استادان خود نام برده است. شمنّی بسیار به تدریس پرداخت، او در قاهره در مدرسهٔ جمالیه سپس در آرامگاه قایتبای و مدرسهٔ لالا درس داد.